# Mamífero marinho

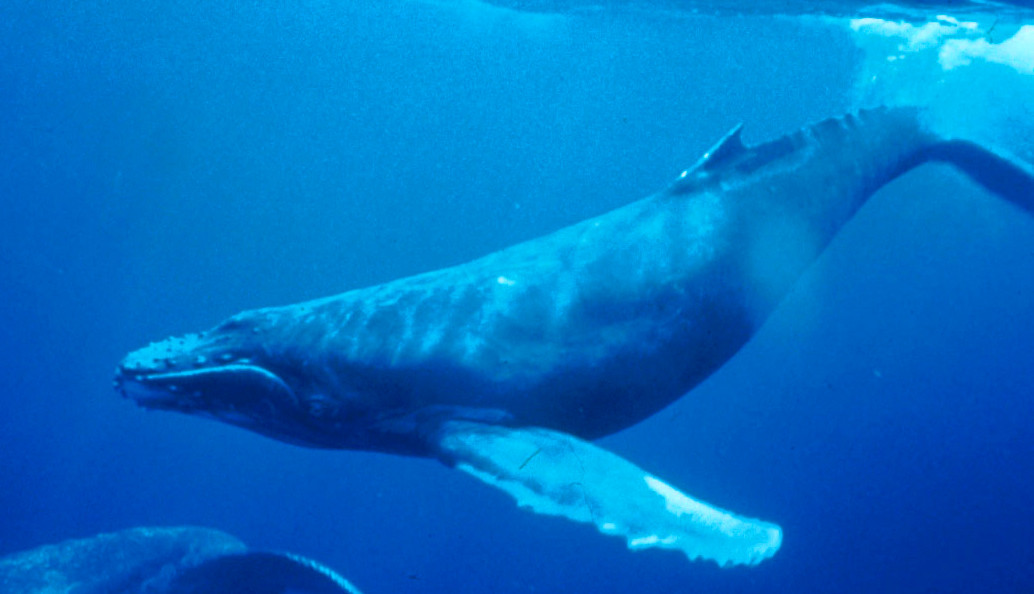
Uma baleia-jubarte (Megaptera novaeangliae), membro da ordem Cetacea

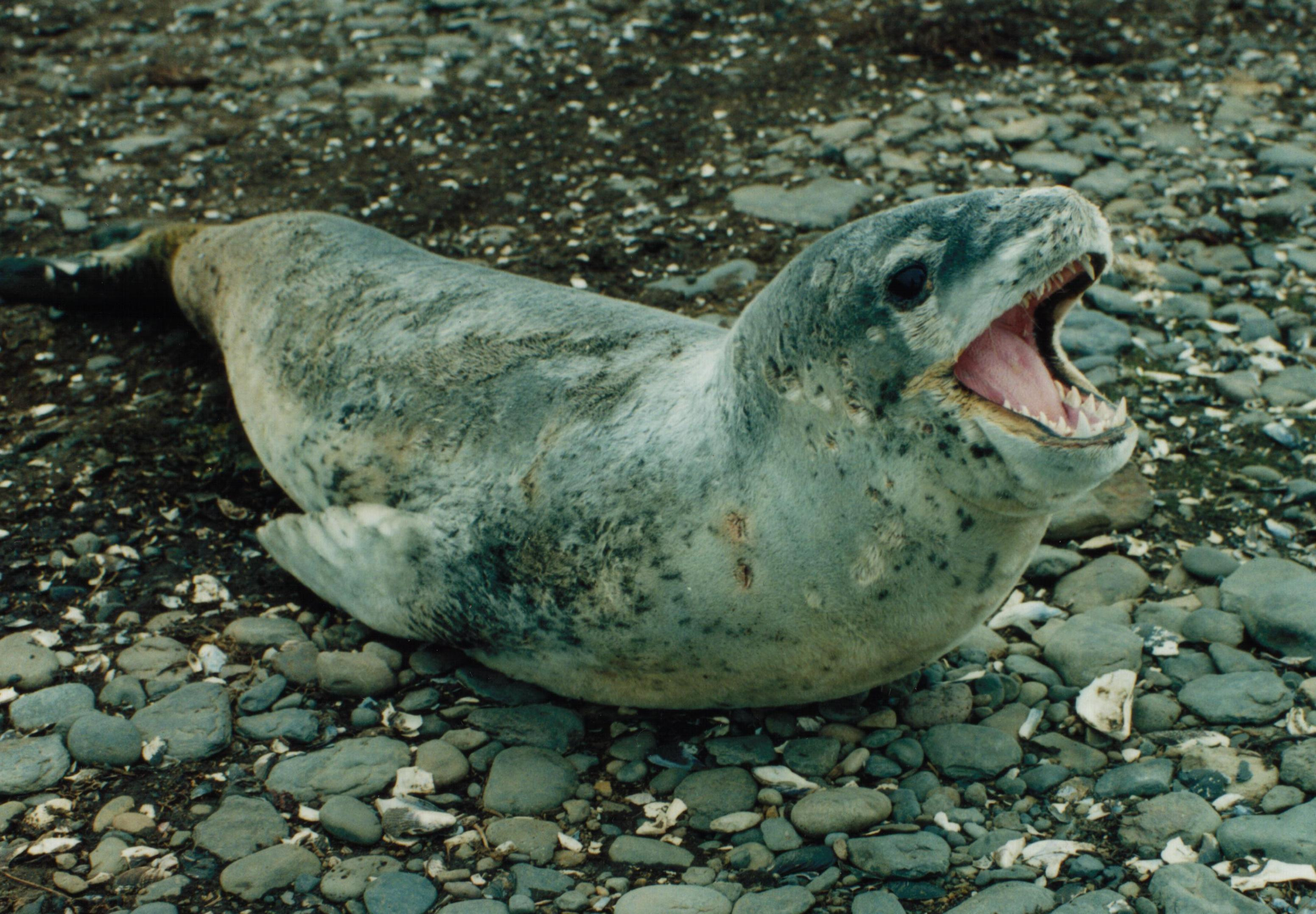
Uma foca-leopardo (Hydrurga leptonyx), membro da infrafamília dos Pinípedes

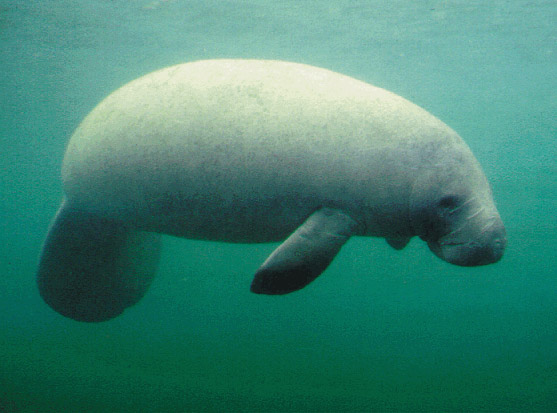
Um peixe-boi-marinho (Trichechus manatus), membro da ordem Sirenia

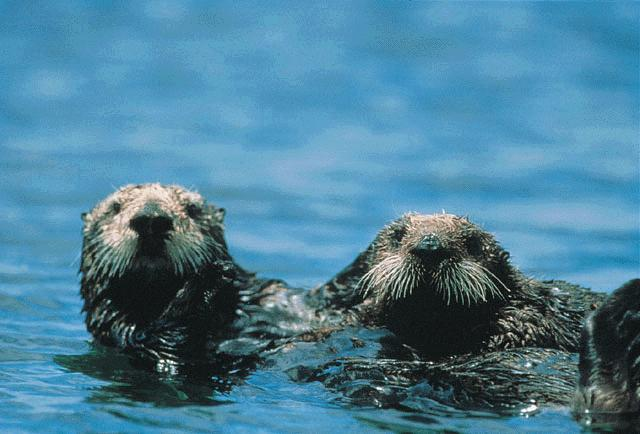
Um casal de lontras-marinhas (Enhydra lutris), membros da família Mustelidae

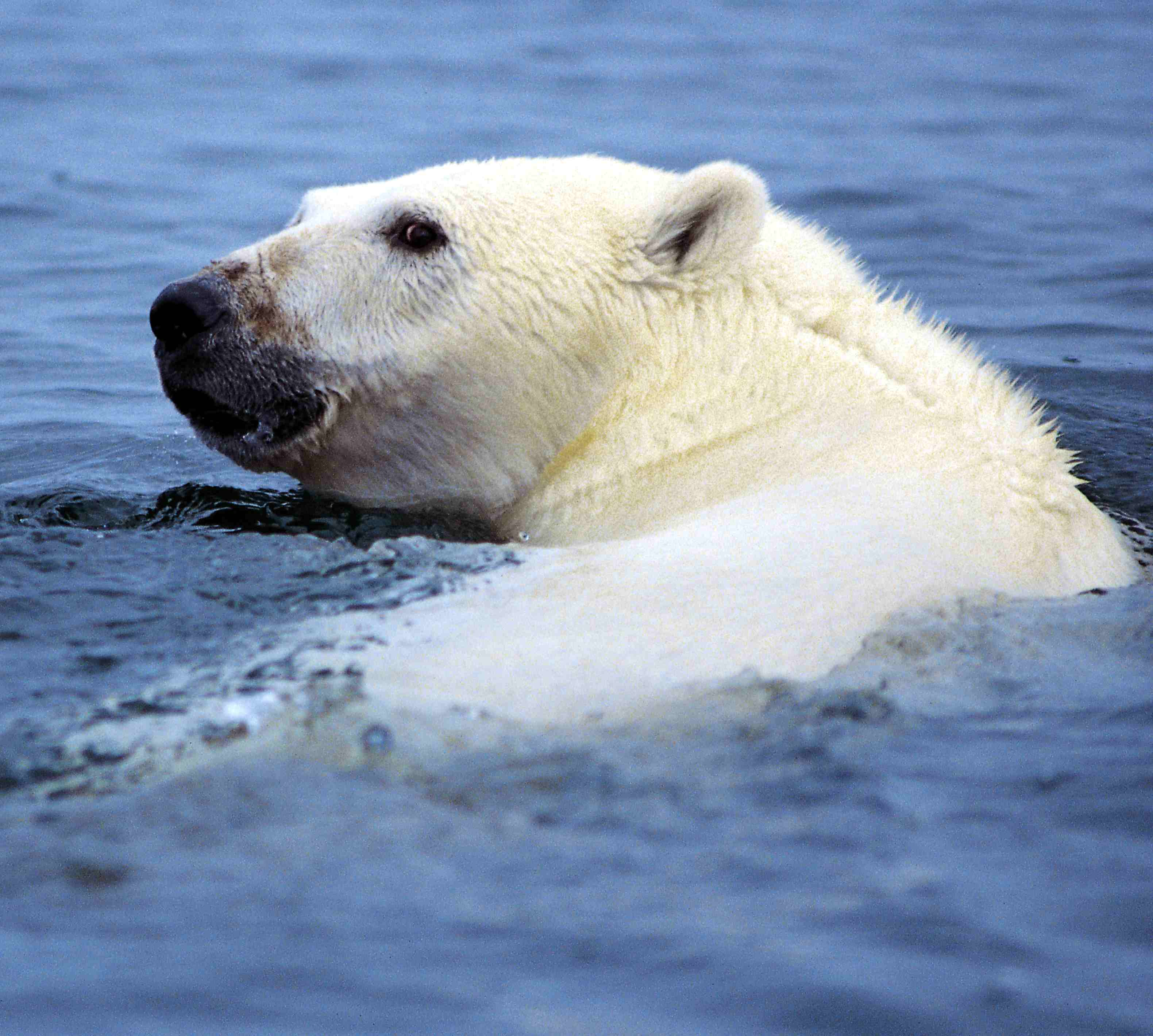
Um urso-polar (Ursus maritimus), membro da família Ursidae

Um mamífero marinho ou aquático é aquele que habita primariamente o oceano ou depende do oceano para alimentar-se. Os mamíferos evoluíram originariamente do mar para a terra, porém mais tarde os mamíferos marinhos evoluíram para viver novamente no oceano.

## Origem
Como os mamíferos desenvolveram-se originariamente na terra, sua espinha dorsal é otimizada para correr, permitindo movimentos verticais, mas pequenos movimentos laterais. Além disso, os mamíferos marinhos nadam tipicamente movendo sua espinha para cima e para baixo. Por contraste, os peixes normalmente nadam movendo sua espinha para os lados. Por esta razão, a maioria dos peixes têm uma nadadeira vertical na cauda, enquanto os mamíferos marinhos possuem nadadeira horizontal na cauda.

## Grupos
Existem seis grupos de mamíferos marinhos:
1. Ordem Sirenia: peixe-boi, dugongo.
2. Ordem Carnivora, família Ursidae: urso-polar.
3. Ordem Carnivora, superfamília Pinnipedia: pinípedes, leão-marinho, foca e morsa
4. Ordem Carnivora, família Mustelidae: lontra-marinha e lontra-felina
5. Ordem Cetacea: baleia, golfinho e marsuíno
6. Ordem †Desmostylia

Quando grupos diferentes de mamíferos marinhos originam-se de diferentes ancestrais, este é um caso de convergência evolutiva.

## Principais diferenças
Algumas das diferenças principais entre os mamíferos marinhos e outros habitantes marinhos são:
- Mamíferos marinhos respiram ar, enquanto a maioria dos outros animais marinhos extraem o oxigênio da água.
- Mamíferos marinhos possuem cabelo. Cetáceos possuem pouco ou nenhum cabelo, geralmente algumas poucas cerdas ao redor da cabeça ou boca. Todos os membros da ordem Carnivora têm uma camada de pele ou cabelo, mas são mais espessos e importantes para a termorregulação em lontras marinhas e ursos polares do que em focas ou leões marinhos. As densas camadas de pele contribuem para arrastar-se enquanto nada, tornando os mamíferos lentos, o que causa uma desvantagem na velocidade do nado.
- Mamíferos marinhos possuem grossas camadas de gordura, usadas para isolar seus corpos e prevenir a perda de calor. Lontras marinhas e ursos polares são exceção, dependendo mais da pele para se afastar da hipotermia.
- A maioria dos mamíferos marinhos dão à luz um filhote por vez, e não são capazes de parir gêmeos ou ninhadas maiores.
- E um grande detalhe, a presença do ouvido interno, como é no caso das lontras, baleias, focas, peixes-boi.